# Église Saint-Martin de Limeuil
Pour les articles homonymes, voir Église Saint-Martin.
L'église Saint-Martin est une église catholique située à Limeuil, en France.
Elle fait l'objet d'une protection au titre des monuments historiques.

## Localisation
L'église est située dans le département français de la Dordogne, sur la commune de Limeuil. Entourée de son cimetière, elle se trouve au lieu-dit Saint-Martin, à environ un kilomètre au nord-est du village de Limeuil, en bordure de la route départementale 31.

## Historique et architecture

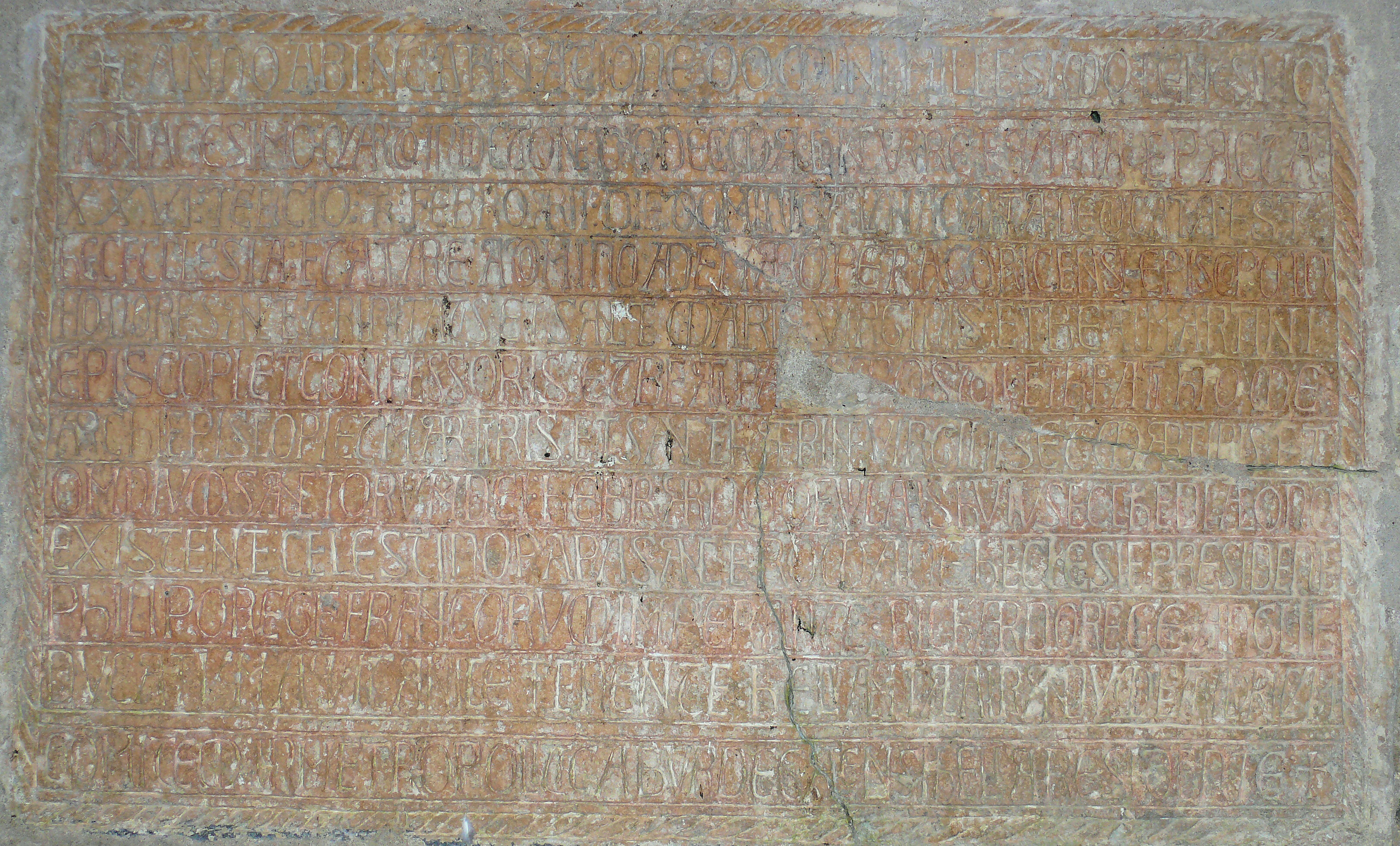
Plaque de dédicace de l'église à saint Thomas Becket et saint Martin, en 1194.

L'église Saint-Martin est une église romane, construite à la demande de Richard Cœur de Lion en expiation de l'assassinat par son père, Henri II d'Angleterre, de l'archevêque Thomas Becket dans la cathédrale de Canterbury. Construite entre le XIIe et le XIVe siècle, elle se distingue des autres par ses fresques et sa pierre de dédicace.
Texte de la dédicace de l'église consacrée en février 1194 :

ANNO AB INCARNATIONE DOMINI MILLESIMO CENTESIMO
NONAGESIMO QUARTO INDICTIONE DUODECIMA CONCURRETE QUINTA EPACTA
XXVI TERCIO E FEBROARII DIE DOMINICA LUNA QUARTA DEDICATA EST
hEC ECCLESIA ET ALTARE A DOMINO ADEMARO PETRAGORICENSI EPISCOPO IN
HONORE SANCTE TRINITATIS ET SANCTE MARIE VIRGINIS ET BEATI MARTINI
EPISCOPI ET CONFESSORIS ET BEATI PA( )POSTPLI ET BEATI HTOME
ARCHIEPISCOPI ET MARTIRIS ET SANCTE CATERINE VIRGINIS ET MARTIRIS ET
OMNIUM SANCTORUM DEI HEBRARDO DE VILARS hUIUS ECCLE DIACONO
EXISTENTE CELESTINO PAPA SANCTE ROMANE hECCLESIE PRESIDENTE
PhILIPO REGE FRANCORUM IMPERANTE RIChARDO REGE ANGLIE
DUCATUM AQUITANIE TENENTE  hELIAM TALIARANDUM PETRAGORIUM
COMITEM IN METROPOLICA BURDEGALENSI hELIA RESIDENTE

Traduction :
L’AN DE L’INCARNATION DU SEIGNEUR MILLE CENT
QUATRE VINGT QUATORZE INDICTION DOUZIÈME CONCURRENT CINQUIÈME ÉPACTE
XXVI LE TROISIÈME DES CALENDES DE FÉVRIER JOUR DU SEIGNEUR LUNE QUATRIÈME A ÉTÉ DÉDIÉE
CETTE ÉGLISE ET L’AUTEL PAR LE SEIGNEUR ADÉMAR ÉVÊQUE DE PÉRIGUEUX EN
L’HONNEUR DE LA SAINTE TRINITÉ ET DE SAINTE MARIE VIERGE ET DU BIENHEUREUX MARTIN
ÉVÊQUE ET CONFESSEUR ET DU BIENHEUREUX PAUL APÔTRE ET DU BIENHEUREUX THOMAS
ARCHEVÊQUE ET MARTYR ET DE SAINTE CATHERINE VIERGE ET MARTYRE ET
DE TOUS LES SAINTS DE DIEU HÉBRARD DE VILLARS ÉTANT DIACRE DE CETTE ÉGLISE
CÉLESTIN PAPE PRÉSIDENT À LA SAINTE ÉGLISE ROMAINE
PHILIPPE ROI DES FRANÇAIS EXERÇANT LE POUVOIR RICHARD ROI D’ANGLETERRE
TENANT LE DUCHÉ D’AQUITAINE HÉLIE DE TALLAIRAND (ÉTANT) DE PERIGORD
COMTE HÉLIE OCCUPANT LE SIÈGE MÉTROPOLITAIN DE BORDEAUX
Sont cités sur l'inscription, le pape Célestin III, Philippe Auguste, roi de France, Richard Cœur de Lion, roi d'Angleterre et duc d'Aquitaine, Hélie V de Talleyrand, comte du Périgord, Hélie de Malemort, archevêque de Bordeaux et Adhémar Ier de La Torre, évêque de Périgueux, Hébrard de Villars, diacre de l'église (son épitaphe a été placé sur le mur extérieur à droite du portail, datant de 1230).
L'église Saint-Martin était devenue la seconde église paroissiale de Limeuil en 1276. Elle avait l'avantage d'être située sur un chemin de Saint-Jacques-de-Compostelle et d'être facilement accessible par les bateliers naviguant sur la Dordogne et la Vézère. En 1791, la Révolution limite le nombre d'églises paroissiales à une seule à Limeuil. L'église Saint-Martin est vendue comme bien national. La pierre de dédicace est alors transportée à l'église Sainte-Catherine du bourg. À la suite d'un conflit sur la cloche de l'église Saint-Martin, une ordonnance royale en fait une église annexe, en 1841. La pierre de dédicace retrouve l'église Saint-Martin en 1856, mais brisée en plusieurs morceaux. La pierre de dédicace est classée en 1905.
L'édifice est classé au titre des monuments historiques le 29 novembre 1965. À partir de 1966, l'Association des Amis de Saint-Martin relève alors l'église de ses ruines.
L'église s'ouvre à l'ouest par un portail à quatre voussures surmontées d'une archivolte sculptée de damiers avec une clé représentant un lion poursuivant un caprin. Elle comprend une nef de 14 m de longueur couverte d'un lambris, un avant-chœur, qui était la croisée du transept, voûté d'une coupole sur pendentifs et portant le clocher puis l'abside en hémicycle voûtée en cul-de-four. L'église avait un transept dont il ne subsiste plus que le croisillon nord. L'abside est couverte de lauzes.
L'église était autrefois entièrement peinte. Les peintures ont été retrouvées en 1960 sous l'épaisse couche d'enduits. Des peintures sont encore visibles sur l'abside (adoration des rois mages, fuite en Égypte, Crucifixion, Descente de croix). Dans le croisillon nord, on peut voir un ange et une fresque représentant un évêque et un moine. Des litres avaient été peintes avec les armoiries des familles nobles : La Tour d'Auvergne, de Boulogne, de Turenne et de Bouillon.
Son clocher a fait l'objet de modifications au XVIIIe siècle. Des vitraux réalisés par le maître verrier Gérard Hermet, de Chartres, ont été commandés en 2000 par les Amis de Saint-Martin.

## Galerie

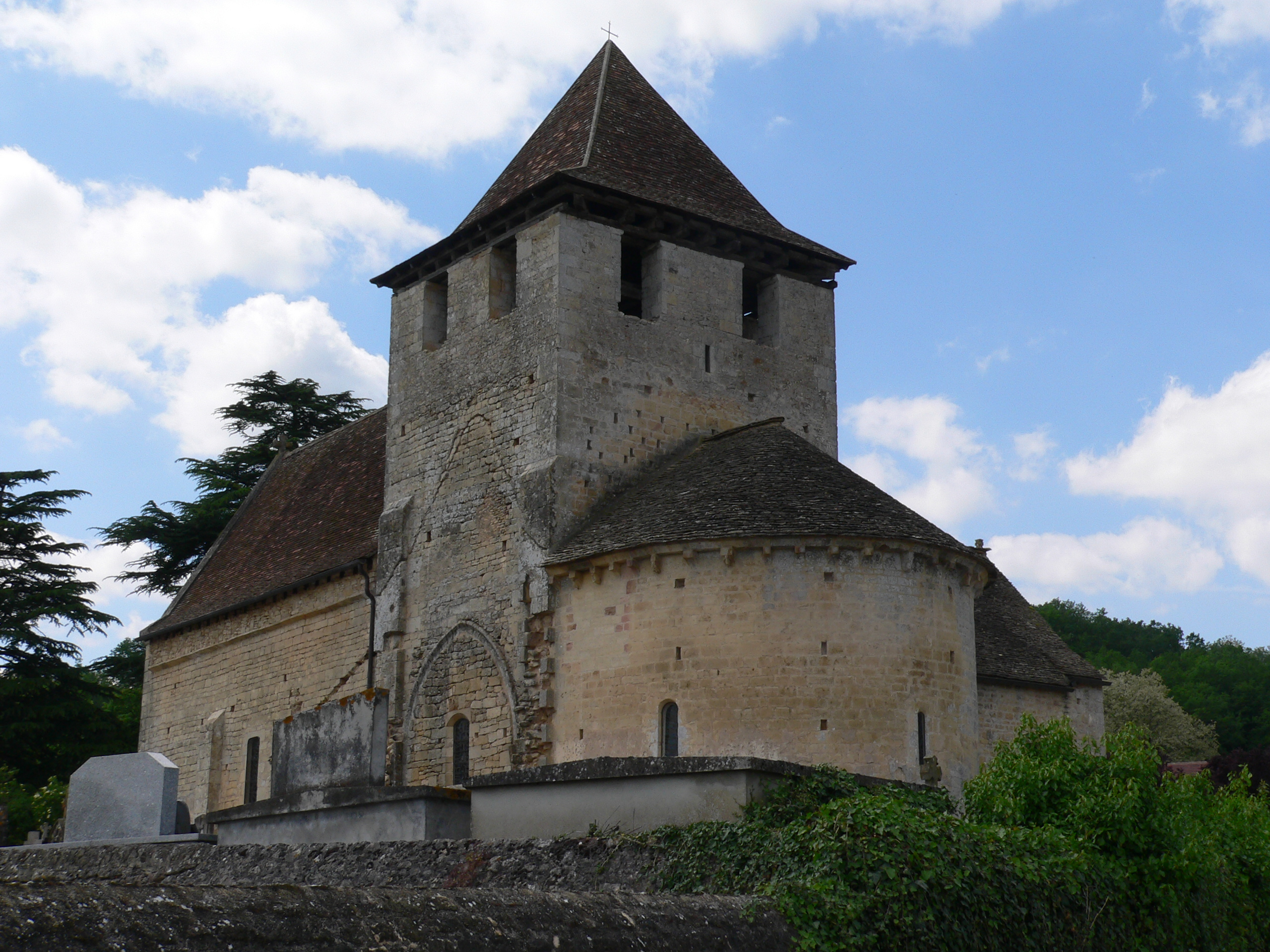
Vue depuis le sud-est.
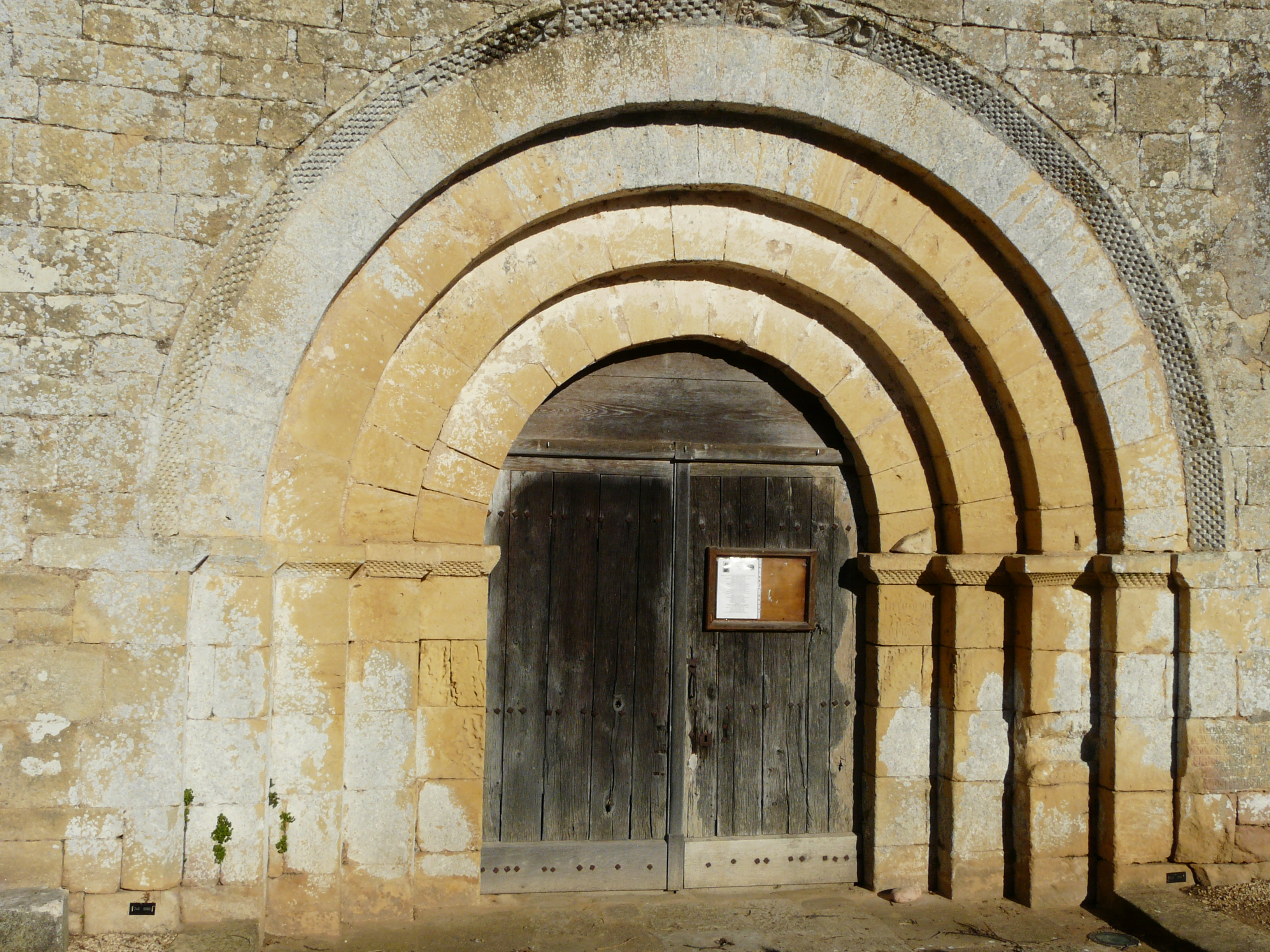
Le portail.
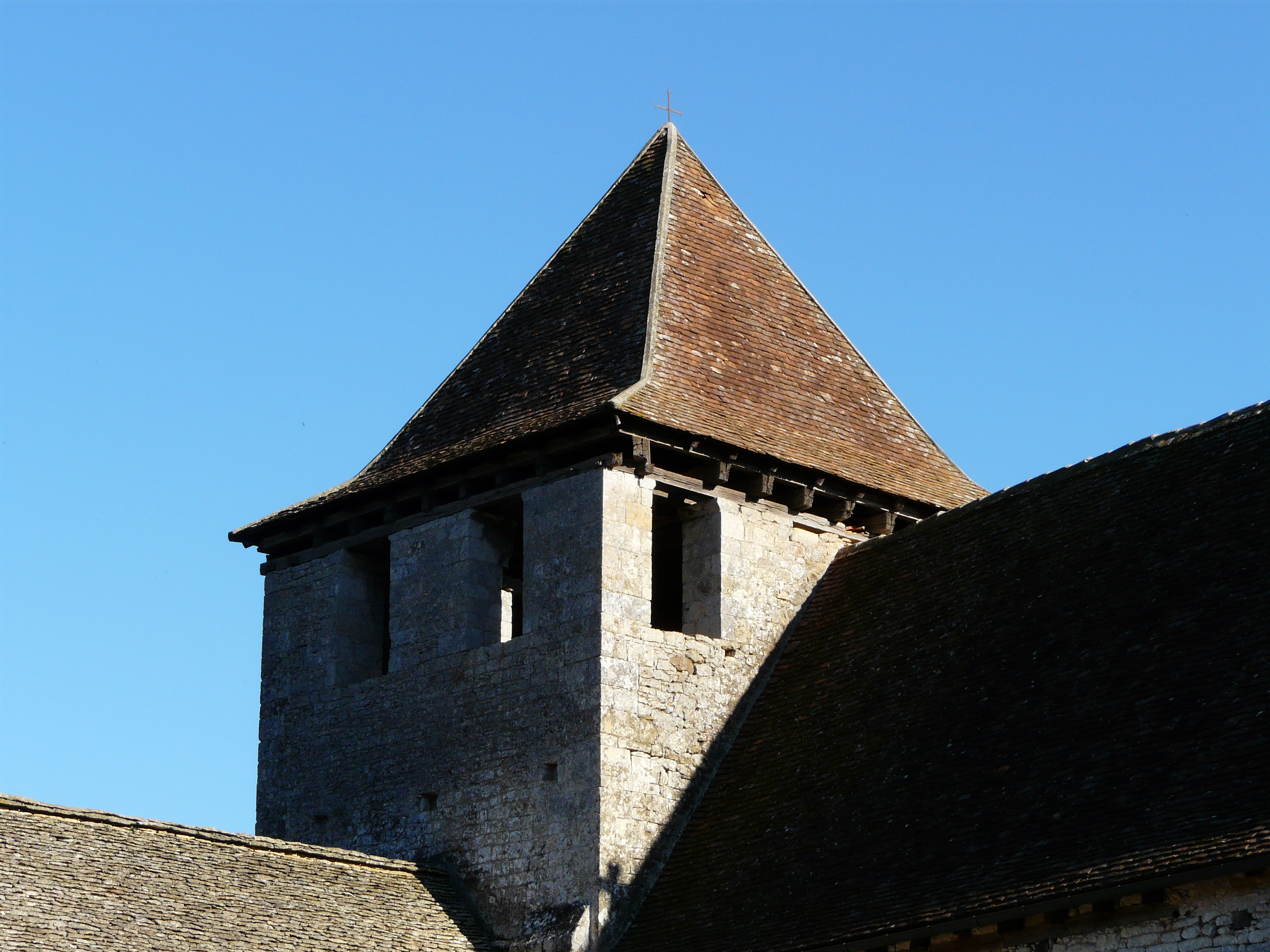
Le clocher.
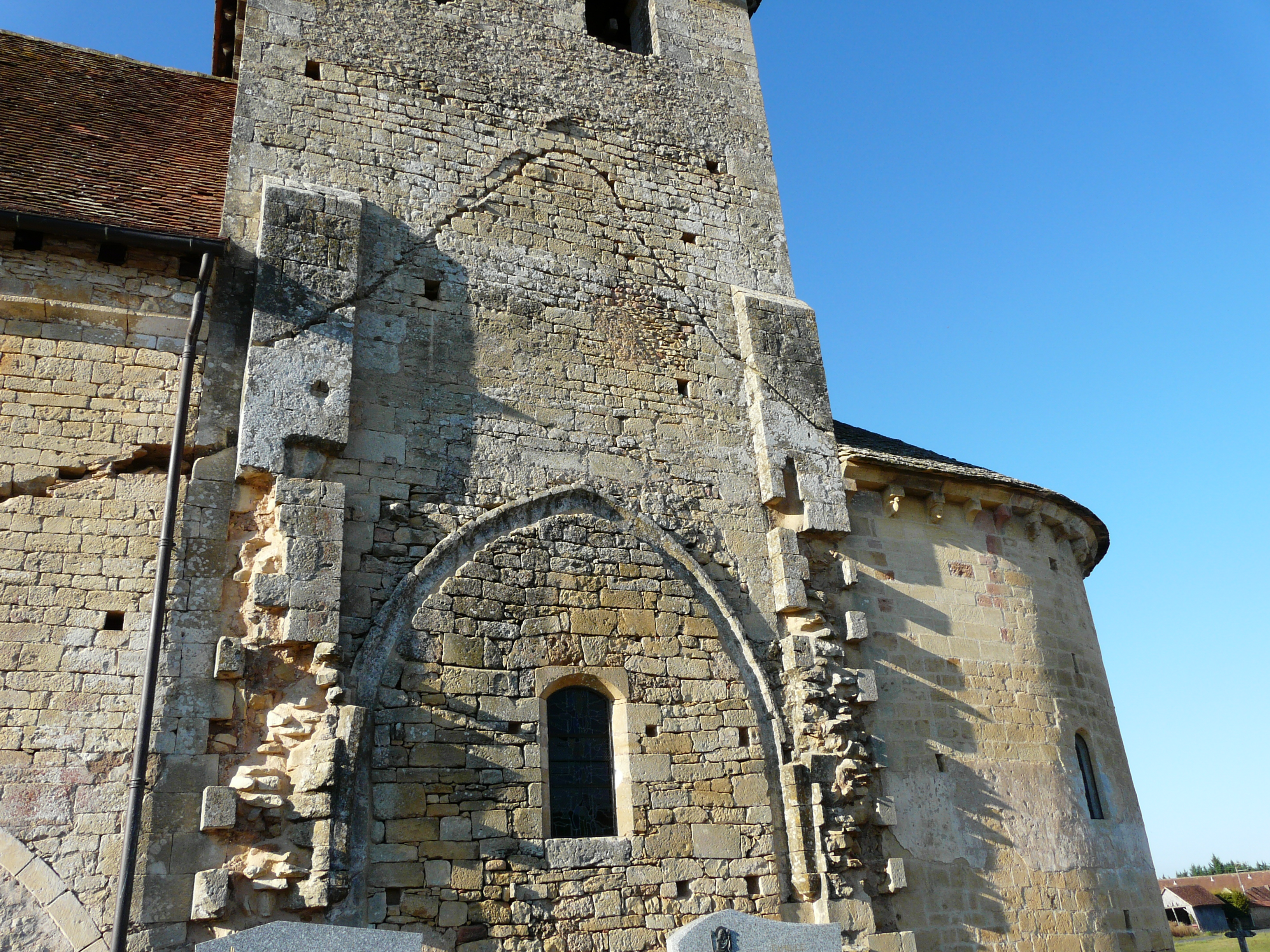
Traces de la chapelle sud.
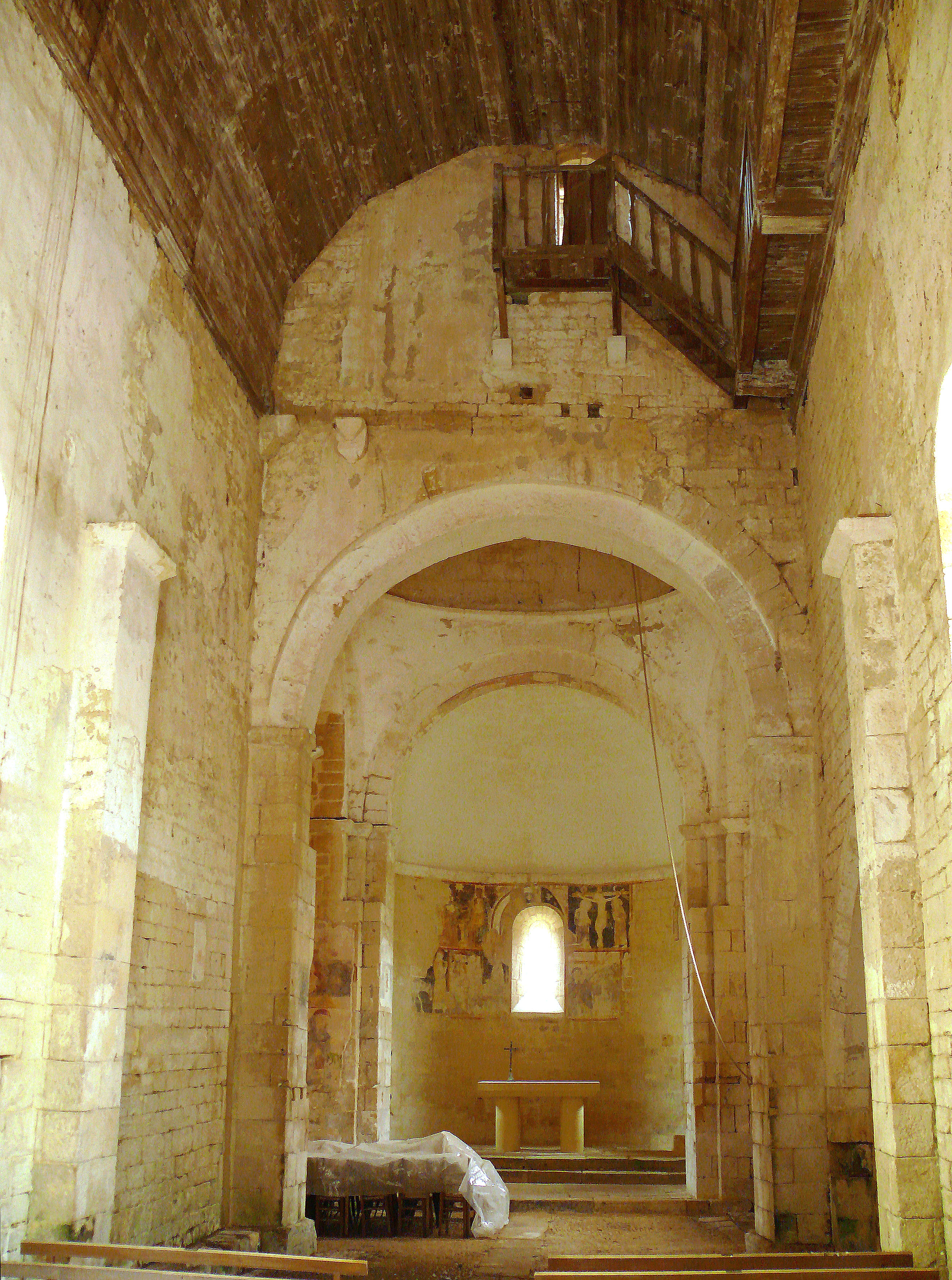
La nef.
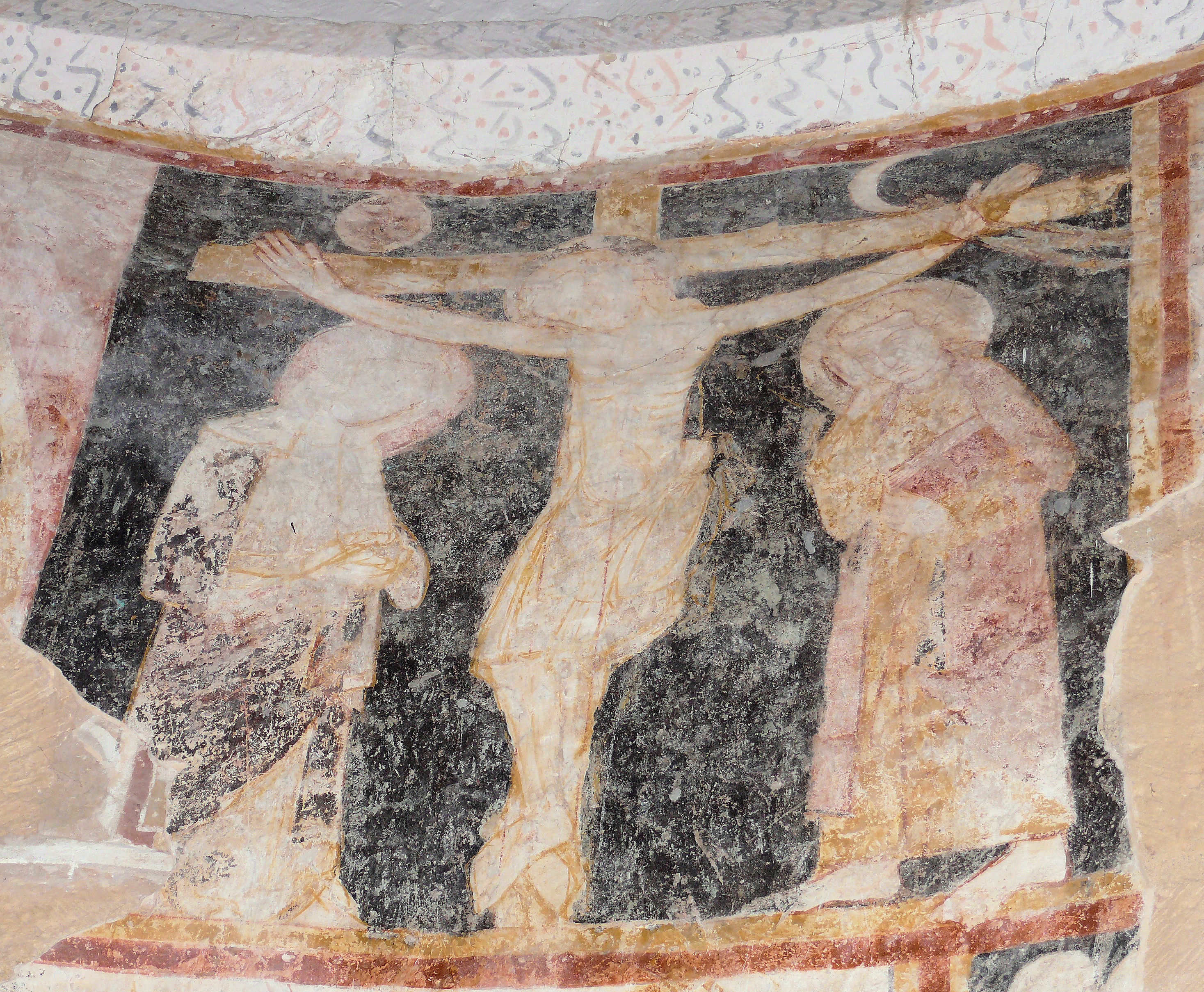
Fresque de la Crucifixion.